# Infezione vaginale da lievito
L'infezione vaginale da lievito, conosciuta anche come candidosi vulvovaginale e mughetto vaginale, è causata da una crescita eccessiva di lievito nella vagina che provoca irritazione. Il sintomo più comune è il prurito vaginale che potrebbe diventare grave. Altri sintomi comprendono il bruciore durante la minzione, perdite vaginali bianche e dense, che in genere non hanno un cattivo odore, dolore durante i rapporti sessuali e un arrossamento intorno alla vagina. Spesso si verifica un peggioramento dei sintomi prima del ciclo mestruale.
Le infezioni vaginali da lievito si verificano a causa della crescita eccessiva di un fungo chiamato Candida. Generalmente questo tipo di lievito è presente nella vagina in piccole quantità. Anche se non è classificata come malattia sessualmente trasmissibile, potrebbe manifestarsi maggiormente nelle persone che sono più attive sessualmente. I fattori di rischio includono l'assunzione di antibiotici, la gravidanza, il diabete e l'HIV/AIDS. E anche una dieta ricca di monosaccaridi può contribuire. La diagnosi avviene attraverso l'esecuzione un test su un campione di perdite vaginali. Effettuare il test è consigliato dato che i sintomi sono molto simili a quelli delle malattie sessualmente trasmissibili, delle infezioni da clamidia e della gonorrea
Nonostante la mancanza di prove, spesso come misura di prevenzione si consiglia di indossare biancheria intima e indumenti comodi. È consigliato anche evitare le lavande vaginali e utilizzare prodotti per l'igiene intima profumati. Questa infezione si cura attraverso farmaci antimicotici, in forma di creme a base di clotrimazolo oppure con farmaci per via orale come il fluconazolo. Gli alimenti contenenti probiotici non sono ritenuti utili per le infezioni attive.
Circa il 75% delle donne ha avuto un'infezione vaginale da lievito almeno una volta nel corso della propria vita, mentre quasi la metà due volte. Circa il 5% ha avuto più di tre infezioni in un solo anno. È considerata come la seconda causa più comune di infiammazione vaginale dopo la vaginosi batterica.

## Segni e sintomi

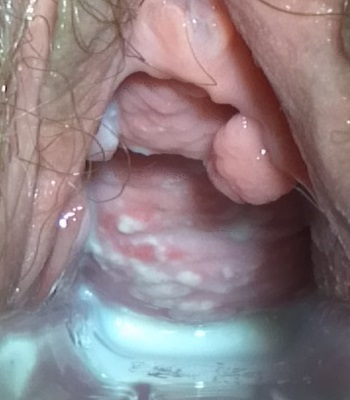
Esame obbiettivo ginecologico della candidosi vulvovaginale, che mostra una placca lattiginosa sulla parete anteriore vaginale. Vicino al centro dell'immagine è visibile una base leggermente eritematosa, dove è stata eliminata una parte della placca.

I sintomi del mughetto vaginale includono il prurito vaginale, l'indolenzimento e l'irritazione vulvare, dolore o fastidio durante il rapporto sessuale (dispareunia superficiale), dolore o fastidio durante la minzione (disuria) e perdite vaginali che solitamente sono inodore. Tali perdite possono essere acquose e sottili oppure bianche e dense, come fiocchi di latte.
Oltre ai suddetti sintomi del mughetto, può anche essere presente un'infiammazione vulvovaginale. I segni dell'infiammazione vulvovaginale comprendono l'eritema (rossore) nella vagina e nella vulva, la fessurazione vaginale (pelle screpolata), l'edema (gonfiore causato da un accumulo di liquido), e, nei casi più gravi, lesioni satellite (ulcerazioni nell'area circostante). Anche se si tratta di una manifestazione rara, questa infiammazione può indicare la presenza di un'altra infiammazione fungina, oppure del virus dell'herpes simplex (il virus che causa l'herpes genitale).

## Cause
Le infezioni vaginali da lievito generalmente sono causate dalla specie di lievito Candida albicans. La Candida albicans è una specie di fungo comune che spesso si trova nella bocca, nell'apparato digerente oppure nella vagina senza causare sintomi negativi. Le cause di una crescita eccessiva della Candida non sono ancora conosciute con precisione, tuttavia sono stati identificati alcuni fattori di predisposizione.

### Farmaci
L'infezione si verifica circa nel 30% delle donne che assumono un ciclo di antibiotici per via orale. Gli antibiotici a largo spettro uccidono i batteri utili nella vagina, come i Lactobacillus. Questi batteri normalmente aiutano a limitare la proliferazione di lievito.
Prove sull'effetto della contraccezione orale sono controverse.

### Gravidanza
Durante la gravidanza, il livello di estrogeno più alto fa sì che una donna abbia maggiori probabilità di sviluppare un'infezione da lievito. Infatti proprio in questo periodo, il fungo della Candida è più comune, e anche le infezioni ricorrenti sono più probabili. Non esistono prove evidenti che la cura della candidosi vulvovaginale asintomatica durante la gravidanza riduca il rischio di parto pretermine.

### Stile di vita
Spesso le infezioni non sono correlate al sesso e alla frequenza dei rapporti sessuali. Apparentemente, i metodi per l'igiene personale o gli indumenti attillati, come i collant e i tanga, non aumentano il rischio.

### Malattie
Le donne affette da diabete non controllato correttamente dimostrano tassi di infezione maggiori rispetto alle donne con diabete controllato nel modo adeguato.
Il rischio di sviluppare il mughetto è maggiore quando è presente una scarsa funzione immunitaria (immunodeficienza) , ad esempio con malattie come l'HIV o l'AIDS, oppure il trattamento con chemioterapia. Ciò è dovuto al fatto che, in tali circostanze, il sistema immunitario, che solitamente combatte le infezioni, non è in grado di controllare in modo efficace il diffondersi del fungo della Candida.

### Tipi di infezione meno diffuse
- Candida albicans: 85.7%
- Candida non-albicans (8 specie): 13.2%
- Saccharomyces cerevisiae: 0.8%
- Candida albicans e Candida glabrata: 0.3%

La Candida non-abicans spesso si trova in casi complicati di mughetto vaginale in cui la prima linea di trattamento risulta inefficace. Questi casi si verificano principalmente in pazienti affetti da immunodeficienza.

## Diagnosi

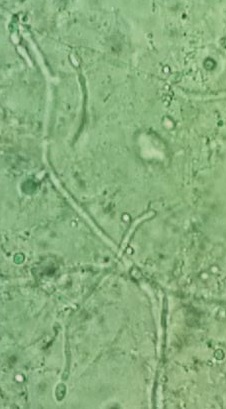
Esame microscopico "wet mount" nei casi di candidosi vulvovanigale, che mostra le pseudoife caratteristiche della Candida albicans. Sulla sinistra è visibile una clamidospora.

La candidosi vulvovaginale risulta dalla presenza di Candida oltre a una infiammazione vaginale. La presenza di lievito generalmente è diagnosticata in tre modi: attraverso l'esame microscopico "wet mount", la coltura di microorganismi, e test antigenici (ELISA). Può essere descritta come non complicata e complicata.

### Non complicata
Il mughetto non complicato si ha quando si verificano meno di quattro episodi in un anno, i sintomi sono lievi o moderati, probabilmente è causato dalla Candida albicans e non sono presenti fattori significativi come un sistema immunitario indebolito.

### Complicata
Il mughetto complicato si ha quando si verificano più di quattro episodi durante l'anno oppure quando si riscontrano sintomi gravi di infiammazione vulvovaginale. È detta complicata anche quando è associata alla gravidanza, al diabete non controllato correttamente, all'immunodeficienza, oppure il mughetto non è causato dalla Candida albicans.

### Recidiva
Circa il 5-8% della popolazione femminile in età riproduttiva ha avuto almeno quattro o più episodi di infezioni da Candida ogni anno; questa condizione è chiamata candidosi vulvovaginale recidiva (recurrent vulvovaginal candidiasis RVVC). Poiché la colonizzazione vaginale e intestinale di Candida è osservata frequentemente nelle persone senza alcuni sintomi ricorrenti, le infezioni non sono semplicemente causate dalla presenza di organismi della Candida. È stato manifestato un certo supporto alla teoria che la RVVC derivi da un'infiammazione alla colonizzazione.

## Terapie
Generalmente sono raccomandate le seguenti terapie:
- Farmaci intra-vaginali: butoconazolo, clotrimazolo, miconazolo, nistatina, tioconazolo, terconazolo[4] La candidosi vulvovaginale durante la gravidanze deve essere trattata con clotrimazolo o miconazolo intra-vaginale per almeno 7 giorni.[18] Entrambi i farmaci hanno più o meno la stessa efficacia.[19]
- Farmaci orali: dose unica di fluconazolo.[4] Per infezioni gravi può essere assunta un'altra dose dopo 3 giorni.[19]

Le formulazioni topiche a ciclo breve (cioè dose singola e uno schema terapeutico di 1-3 giorni) trattano in modo efficace le candidosi vulvovaginali non complicate. I farmaci azolici a livello topico sono più efficaci rispetto alla nistatina. Il trattamento con farmaci azolici comporta un alleviamento dei sintomi e esiti negativi nell'80-90% dei pazienti che hanno completato la terapia.
Le pomate e le supposte in questo schema terapeutico sono a base d'olio e potrebbero rendere meno efficaci i profilattici di lattice e i diaframmi. Il trattamento del mughetto vaginale utilizzando farmaci antimicotici è risultato inefficace nel 20% dei casi. Si ritiene che il trattamento per il mughetto non sia positivo se i sintomi non scompaiono entro 7-14 giorni. Ci sono molti motivi per cui un trattamento risulti inefficace. Ad esempio, se l'infezione è di tipo diverso, come ad esempio la vaginosi di origine batterica (la causa più comune di perdite vaginali anormali), dal mughetto.

### Recidiva
Per le ricadute non frequenti, la gestione più semplice ed efficace dal punto di vista dei costi è l'autodiagnosi e l'inizio di una terapia topica. Tuttavia, le donne a cui in precedenza è stata diagnosticata una candidosi vulvovaginale non necessariamente sono in grado di eseguire un'autodiagnosi; perciò qualsiasi donna che continua a presentare gli stessi sintomi utilizzando farmaci da banco, o che ha una ricaduta entro 2 mesi, dovrebbe essere valutata attraverso dei test. L'utilizzo non necessario o inappropriato dei farmaci topici è molto comune e può comportare un ritardo nel trattamento delle altre cause della vulvovaginite, che può determinare conseguenze peggiori.
Quando si verificano più di 4 episodi di ricaduta di candidosi vulvovaginale in un anno, è consigliato un trattamento più lungo, come ad esempio il fluconazolo somministrato oralmente seguito da una seconda e una terza dose 3 giorni e 6 giorni dopo rispettivamente.
Altri trattamenti per il verificarsi di più di 4 episodi in un anno, possono includere dieci giorni di trattamento orale o topico seguito da fluconazolo somministrato oralmente una volta a settimana per 6 mesi. Circa il 10-15% dei casi di ricaduta di candidosi vulvovaginale sono causati da specie di Candida non albicans. Le specie non-albicans tendono ad avere un maggior livello di resistenza al fluconazolo. Perciò, la ricaduta o la persistenza dei sintomi durante il trattamento indica l'esigenza di test di speciazione o antimicotici per adeguare il trattamento antimicotico.

### Medicina alternativa
Il 40% delle donne cerca rimedi alternativi per il trattamento dell'infezione vaginale da lievito. Esempi al riguardo sono preparati vegetali, probiotici e farmaci acidificanti vaginali. Altre terapie alternative comprendono il cambio di contraccettivo, la terapia per il partner e il violetto di genziana. Tuttavia l'efficacia di tali trattamenti non è stata ancora valutata.
I probiotici (sia in forma di pillole che di yogurt) non sembrano diminuire la frequenza di insorgenza di infezioni vaginali da lievito. Non è stato trovato alcun beneficio per le infezioni attive. Esempi di probiotici che si presume possano curare e prevenire le infezioni da candida sono il Lactobacillus fermentum RC-14, il Lactobacillus fermentum B-54, il Lactobacillus rhamnosus GR-1, il Lactobacillus rhamnosus GG e il Lactobacillus acidophilus.
Non vi sono prove a sostegno del fatto che l'utilizzo di diete purificanti e di idroterapia del colon siano efficaci per la prevenzione.

## Epidemiologia
Il numero dei casi di infezioni vaginali da lievito non è chiaro perché non si tratta di una malattia che deve essere denunciata e generalmente è diagnosticata senza una conferma di laboratorio.
La candidosi è una delle tre infezioni vaginali più comuni insieme alla vaginosi di origine batterica e da Trichomonas. Circa il 20% delle donne ha un'infezione ogni anno. Circa il 75% delle donne ha almeno un'infezione durante la loro vita.